# Budd Schulberg
Budd Schulberg vlastním jménem Seymour Wilson Schulberg (27. března 1914, New York – 5. srpna 2009, Long Island, New York) byl americký spisovatel a scenárista, držitel Oscara za scénář k filmu V přístavu.

## Život a kariéra
Byl synem šéfa produkce Paramountu a literární agentky. Vzdělání získal v Dartmouthu. Během 2. světové války pracoval pro americkou propagandu. Poté se věnoval literární a filmové práci.
Byl čtyřikrát ženatý a měl pět dětí.

## Dílo
Romány
- What Makes Sammy Run?, 1941
- The Harder They Fall, 1947
- The Disenchanted, 1950 (česky jako Rozčarovaní, román o spisovateli Fitzgeraldovi a jeho ženě Zeldě)
- Moving Pictures: Memories of a Hollywood Prince, 1981